# Epe
Epe là một đô thị ở phía đông Hà Lan.
Thị xã có dân số (thời điểm 31/1/2022) là 15.593 người còn dân số toàn đô thị là 33.246.
Tòa thị chính nằm ở Epe, cách 15 km về phía bắc Apeldoorn và cách 28 km về phía nam của Zwolle.
Làng quan trọng thứ hai là Vaassen (12.739 dân), trung lộ giữa Epe và Apeldoorn. Ở đây có tòa lâu đài "De Cannenburgh", mở cửa cho du khách (phải đi theo tua có hướng dẫn).